# Епишево-1
Епишево-1 — деревня в Рославльском районе Смоленской области России. Входит в состав Епишевского сельского поселения. Население — 241 житель (2007 год). 
Расположена в южной части области в 27 км к юго-востоку от Рославля, в 8 км южнее автодороги Р120 Орёл — граница с Республикой Беларусь, на берегу реки Пет. В 11 км северо-восточнее деревни расположена железнодорожная станция Пригорье на линии Рославль — Брянск. 

## История
В 1800 г. была возведена церковь Николая Чудотворца. В 1829 г. к храму пристроена колокольня.
В годы Великой Отечественной войны деревня была оккупирована гитлеровскими войсками в августе 1941 года, освобождена в сентябре 1943 года.